# فلدسپات
فِلدِسپات (به آلمانی: Feldspat) یا فلدسپار (به انگلیسی: Feldspar) نوعی کانی بلورین است که از سیلیکات آلومینیم و سدیم و پتاسیم و کلسیم تشکیل شده و در سنگ‌های آذرین یافت می‌شود).
فلدسپات‌ها از مهم‌ترین کانی‌های سنگی آذرین به‌شمار می‌آیند. فلدسپات‌ها به سه گروه کلسیک، پتاسیک و سدیک تقسیم‌بندی می‌شوند. آنورتیت به فرمول شیمیایی (CaAl2Si2O8) فلدسپات نوع کلسیک است و آلبیت به فرمول شیمیایی (NaAlSi3O8) فلدسپات نوع سدیک و پتاسیم فلدسپات به فرمول شیمیایی (KAlSi3O8) فلدسپات نوع پتاسیک آن است.
چندریختی‌های پتاسیم فلدسپات عبارت‌اند از: سانیدین، ارتوکلاز، میکروکلین و آدولاریا. آنورتیت و آلبیت به این امتیاز که می‌توانند جانشین شوند و در ساختمان کانی پلاژیوکلاز شرکت می‌کنند، میان فلدسپات سدیم (آلبیت) و فلدسپات پتاسیم، جانشینی محدودی وجود دارد و فلدسپاتهای این سری به انواع آلکانی فلدسپات‌ها شهرت دارند.

## ساختار فلدسپات‌ها
ساختار فلدسپات همانند ساختار چند ریختی‌های گوناگون SiO4 و همچنین AlO4 تشکیل شده است. ساختار فلدسپات‌ها را می‌توان حالت پرشده ساختارهای SiO2 از راه ورود AL به شبکه چهاروجهی و هم‌زمان با آن جایگزینی Na+ (یا K+ یا Ca2+) در حفره‌های موجود فرض کرد. هنگامی که فقط یک Si4+ به‌وسیله Al3+ جانشین می‌شود، ساختار می‌تواند با ورود یک K+ یا یک Na+ خنثی شود.
به همین ترتیب وقتی Si4+ توسط Al3+ جانشین می‌شود، بار الکترواستاتیکی شبکه می‌تواند توسط یک کاتیون دوظرفیتی مانند Ca2+ موازنه شود. اینکه یک فلدسپات دمای بالای اولیه خاصی، ساختار دمای بالای (بی‌نظم) خود را حفظ کرده یا (در اثر سرد شدن) به ساختار دمای پایینتر (منظم‌تر) تبدیل می‌شود، تا حد زیادی تحت تأثیر آهنگ سرد شدن فرایند است. میکروکلین در واقع مشخصه سنگ‌های عمیق و پگماتیت‌ها، ارتوکلاز مشخصه سنگ‌های نفوذی شکل‌یافته در دماهای حد واسط و سانیدین مشخصه گدازه‌ای خروجی دما بالاست. ساختار عمومی اعضا سری پلاژیوکلاز بسیار شبیه میکروکلین است.

## ترکیب فلدسپات‌ها
سری فلدسپات‌های قلیایی (NaAlSi3O8 تا KAlSi3O8) محلول جامد کاملی را فقط در دماهای بالا نشان می‌دهند. برای مثال اعضای سری سانیدین- آلبیت دمابالا، در دماهای زیاد پایدار است، اما در دماهای پایین دو فاز مجزای آلبیت دماپایین و میکروکلین پایدار می‌شوند. تنها محلول بسیار محدودی بین KAlSi3O2 (میکروکلین) و CaAl2Si2O8 (آنورتیت) وجود دارد. با این حالت یک محلول جامد اساساً کامل در دمای بالا در سری پلاژیوکلاز (NaAlSi3O8 تا CaAl2Si2O8)وجود دارد.
فلدسپات‌های پتاسیم
میکروکلین
دارای فرمول شیمیایی KAlSi3O8 است. میکروکلین یکی از سازنده‌های مهم در سنگ‌های آذرینی مانند گرانیت‌ها و سینیت‌ها که به کندی و در عمق زیاد سرد شده‌اند، است. در سنگ‌های رسوبی در آرکوز و کنگلومرا و در سنگ‌های دگرگونی در گناسی‌ها یافت می‌شود.
ارتوکلاز
دارای فرمول شیمیایی KAlSi3O8 است. یکی از سازنده‌های اصلی در گرانیتها، گرانودیوریت‌ها و سینیت‌هایی است که در عمق متوسط و نسبتاً سریع سرد شده‌اند. در گرانیت‌ها و سینیت‌هایی که کندتر سرد شده‌اند، میکروکلین فلدسپات پتاسیم شاخص است.
سانیدین
دارای فرمول شیمیایی K,Na)AlSi3O8) است. محلول جامد کاملی در دمای بالا بین سانیدینو آلبیت دمابالا وجود دارد. به صورت متوکرسیت در سنگ‌های آذرین بیرونی مانند ریولیت‌ها و تراکیت‌ها یافت می‌شود. سانیدین مشخصه سنگهایی است که در هنگام فوران، دمای بالایی داشته و به سرعت سرد شده‌اند. بسیاری از سانیدین‌ها نهان پرتیتی هستند.
فلدسپات‌های پلاژیوکلاز
فلدسپات‌های پلاژیوکلاز در دماهای بالا، سری محلول جامد اساس کاملی از آلبیت (Ab)خالص، Na AlSi3O8، تا آنورتیت (An) خالص، CaAl2Si2O8، تشکیل می‌دهند. فلدسپات‌های پلاژیوکلاز به عنوان کانی‌های سنگ‌ساز، نسبت به فلدسپات‌های پتاسیم توزیع گسترده‌ای داشته و فراوانتر هستند و در سنگ‌های آذرین، دگرگونی و کمتر از آن‌ها در سنگ‌های رسوبی یافت می‌شوند.

## موارد مصرف فلدسپات‌ها
آلکانی فلدسپات‌ها مصارف صنعتی فراوانی دارند، ولی کاربرد صنعتی پلاژیوکلازها اندک است. آلکانی فلدسپاتها همراه با گرانیت‌ها، آپلیت‌ها، آراسکیت‌ها و رگه‌های کوارتز فلدسپات پیدا می‌شوند. آلکانی فلدسپاتها از پگماتیت‌ها به روش نمک جوری جدا می‌شوند. در حالی که تهیه آن‌ها از گرانیت‌ها، آپلیت‌ها و لوکوگرانیت‌ها به روش شناورسازی انجام می‌گیرد. میکاوتورمالین از جمله کانی‌های مزاحم آن‌ها به‌شمار می‌آیند.
از فلدسپات سدیک به سبب این که دمای ذوب پایین(c°۱۱۵۰) چسبندگی محکم و سایر موارد در تهیه انواع پوشاک و شیشه استفاده می‌کنند، حال آنکه فلدسپات پتاسیک با دمای ذوب حدود ۱۲۵۰ درجه در اکثر موارد به عنوان کمک ذوب و ماده اصلی سازنده ساخته‌های سرامیکی کاربرد دارد. از آن جا که میزان مصرف فلدسپات پتاسیک در سطح بالاتری قرار دارد، ارزش اقتصادی آن نیز از فلدسپات سدیک بیشتر است.
در حدود ۶۵ درصد از آلکالی فلدسپات‌ها در صنایع شیشه سازی، ۳۰ درصد در صنایع سرامیک و ۵ درصد دیگر به عنوان پرکننده و دیگر موارد به مصرف می‌رسد. در صنایع شیشه‌سازی از فلدسپات برای تأمین آلومینیوم و سدیم مورد نیاز شیشه استفاده می‌شود. در ساخت انواع محصولات سرامیکی از آلکانی فلدسپات بهره می‌برند.
کاربرد دیگر فلدسپات پتاسیک تولید کود شیمیایی سولفات پتاسیم از طریق اسیدشویی (Leaching) یا در مواردی فلوتاسیون و شستشو است.
امروزه از فلدسپات پتاسیک در صنعت کاغذ سازی نیز استفاده می‌شود.

## نگارخانه

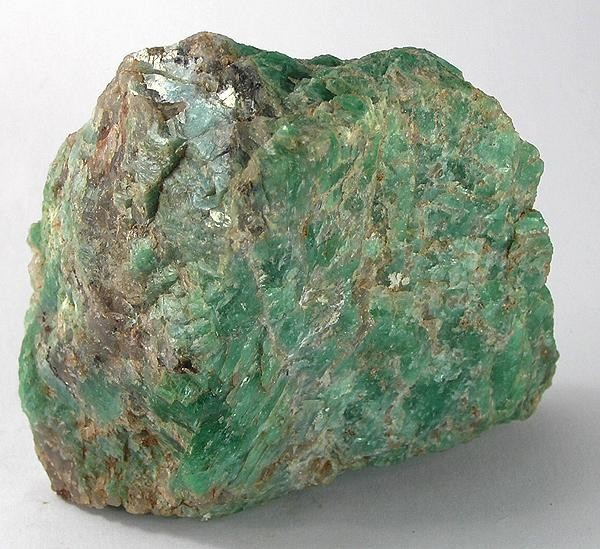
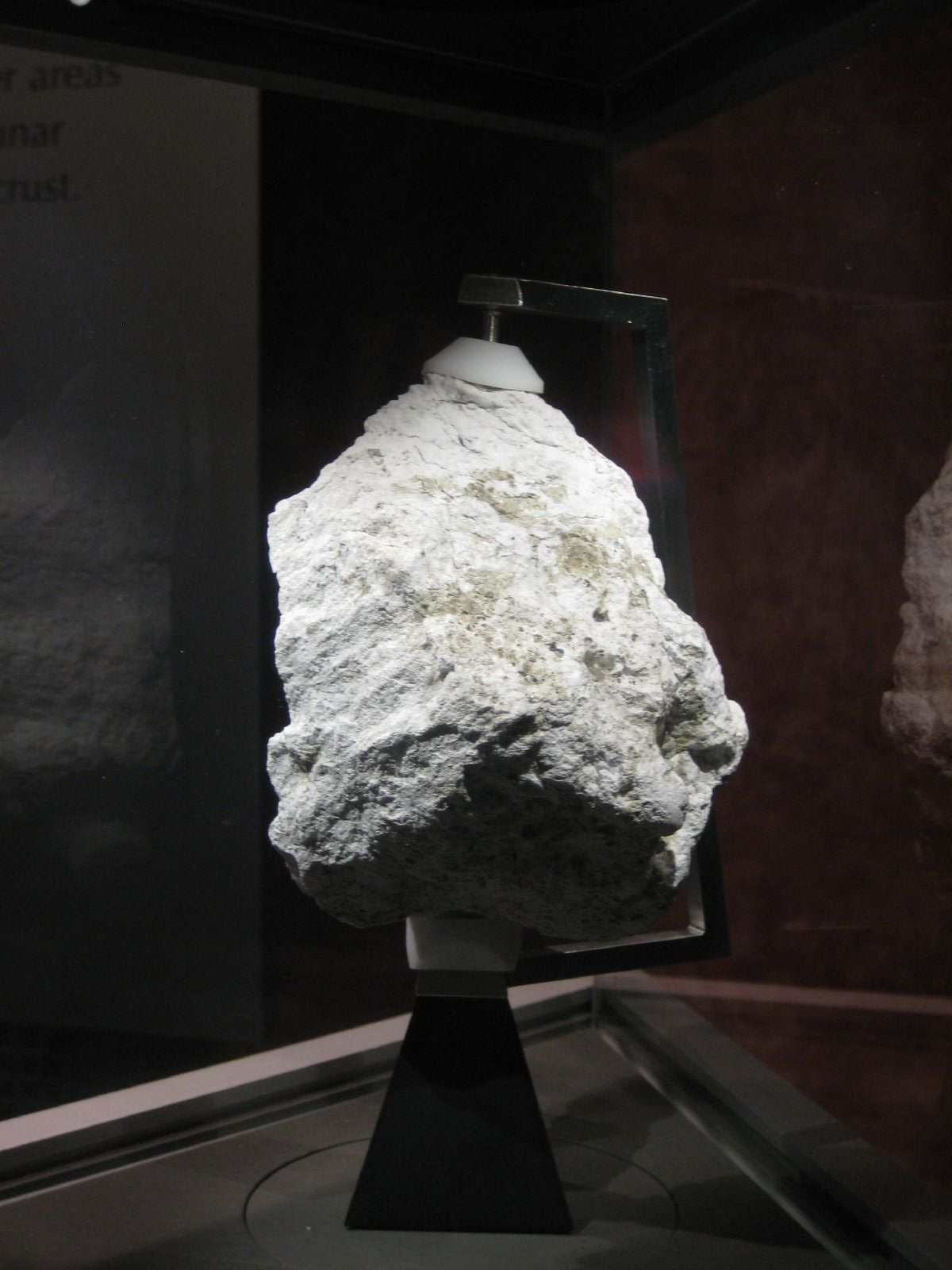
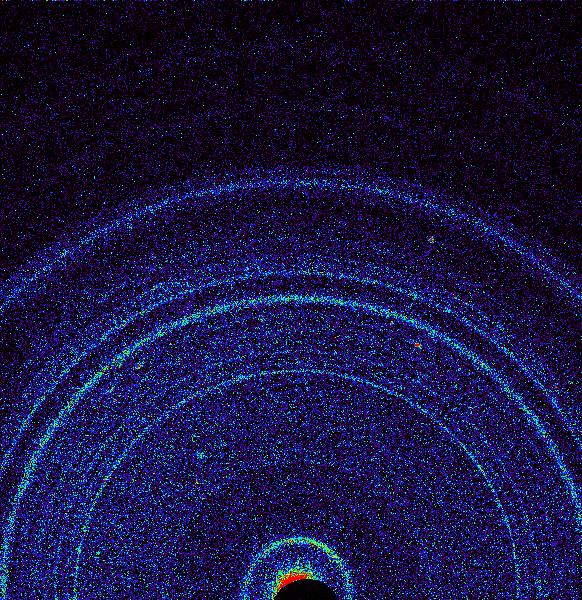
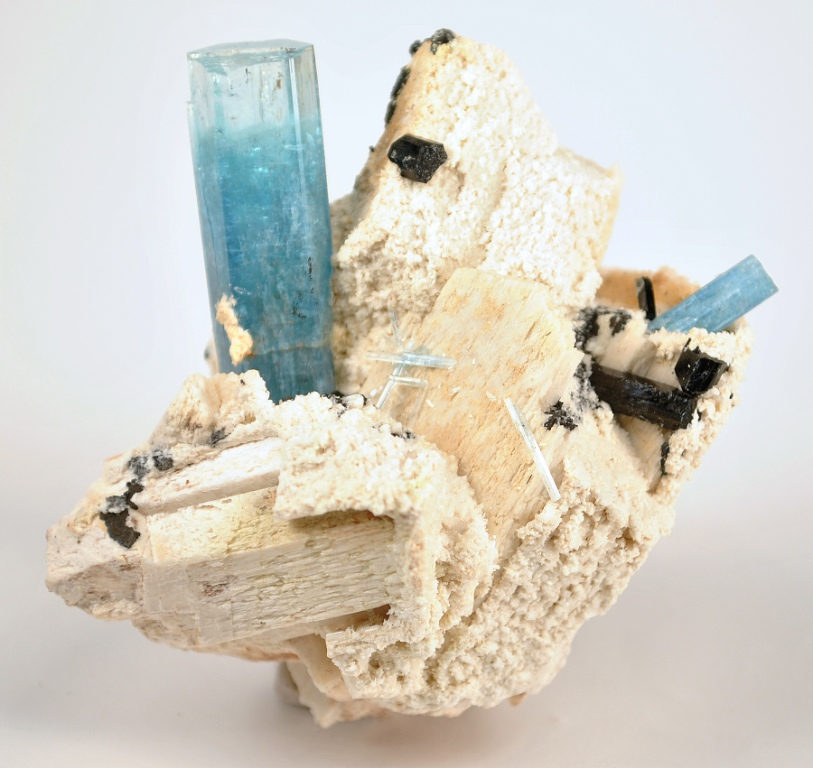
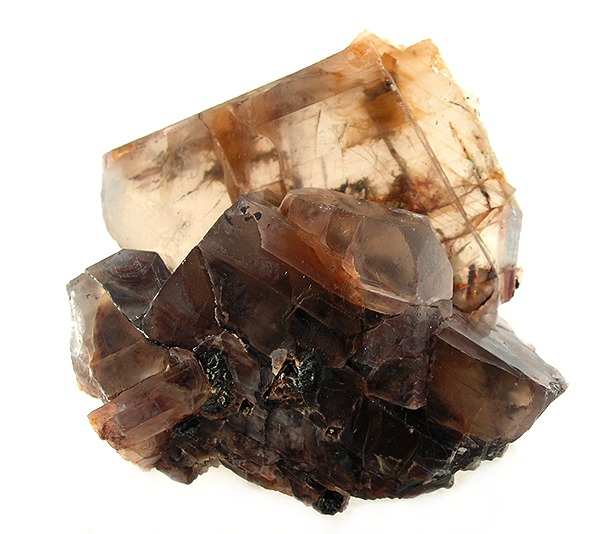
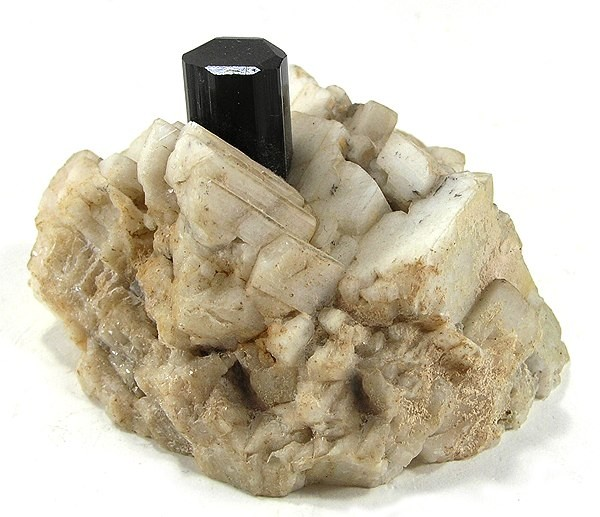